# Brigitte Fronzek
Brigitte Fronzek (* 16. Juli 1952 in Pinneberg als Brigitte Kunstmann; † 13. November 2021) war eine deutsche SPD-Politikerin und von 1996 bis 2013 Bürgermeisterin von Elmshorn.

## Leben
Brigitte Fronzek studierte in der Zeit von 1971 bis 1975 in Kiel Jura und erhielt 1979 den Doktorgrad. Im Anschluss arbeitete sie als Rechtsanwältin und Notarin. Von 1975 bis 1984 war sie mit dem Juristen Norbert Hempel verheiratet, mit dem zusammen sie einen Kommentar zum Kommunalabgabengesetz Schleswig-Holstein verfasste.
Im Jahr 1995 wurde sie zur Bürgermeisterin von Elmshorn gewählt. In den Jahren 2001 und 2007 wurde sie wiedergewählt, zuletzt mit 83,2 %. Für eine weitere Wahlperiode trat sie nach 18-jähriger Amtszeit nicht mehr an. Zu ihrem Nachfolger wurde am 22. September 2013 mit 81,9 % der Stimmen Volker Hatje (parteilos) gewählt, der sein Amt am 1. Januar 2014 antrat.
Ihre Kandidatur zum Amt der Landrätin des Kreises Pinneberg scheiterte in der direkten Landratswahl (Stichwahl) am 30. März 2003. Es setzte sich Wolfgang Grimme (CDU) mit 53,6 % der abgegebenen Stimmen gegen Brigitte Fronzek (46,4 %) durch.
Im Jahr 2010 bewarb sich Fronzek für die Spitzenkandidatur bei der Landtagswahl in Schleswig-Holstein 2012. Die parteiinterne Wahl zur Nominierung für das Ministerpräsidentenamt wurde erstmals per Mitgliederentscheid geregelt, bei dem vier Kandidaten antraten: Neben Fronzek selbst waren dies der Kieler Oberbürgermeister Torsten Albig, der Landtagsabgeordnete und ehemalige Landesinnenminister Ralf Stegner sowie Mathias Stein, Personalratsvorsitzender bei der Verwaltung des Nord-Ostsee-Kanals in Kiel. Fronzek belegte bei der Urwahl mit 9,1 % der gültigen abgegebenen Stimmen hinter Albig (57,2 %) und Stegner (32,2 %) den dritten Platz.
Zusammen mit dem CDU-Bundestagsabgeordneten Ole Schröder setzte sie sich seit 2004 intensiv für den Bürokratieabbau in Schleswig-Holstein ein.
Brigitte Fronzek war verheiratet und hinterließ zwei Kinder.